# The Wolf of Snow Hollow
The Wolf of Snow Hollow és una comèdia de terror estatunidenca escrita, dirigida i protagonitzada per Jim Cummings el 2020. També hi participen Riki Lindhome, Chloe East i Jimmy Tatro, a més de Robert Forster en l'últim paper de la seva carrera interpretativa i a qui està dedicada la pel·lícula. La trama s'esdevé en una petita ciutat al peu de les muntanyes de Utah que sembla estar terroritzada per un home llop. La pel·lícula es va estrenar el 9 d'octubre de 2020 en 112 sales, recaptant en taquilla 91.943 dòlars, i en vídeo a la carta per United Artists Releasing.

## Argument
Després que una sèrie de cadàvers mutilats són descoberts després de les nits de lluna plena, en ple procés de desintoxicació, incapaç de dormir, distanciat de la seva filla i preocupat del seu pare malalt, l'oficial Marshall lluita cada dia per refermar-se en la creença que els homes llop són sols una fantasia.

## Crítica
John DeFore, de The Hollywood Reporter va valorar positivament la pel·lícula: «satisfà com un film de terror slasher amb regust de comèdia negra i atractiu comercial tot i no representà cap innovació artística». Brian Tallerico, a RogerEbert.com va considerar: «l'escenari cobert de neu i la policia desconcertant, juntament amb el sentit humà de Cummings, han donat peu a comparacions amb els germans Coen i hi ha certa reminiscència de Fargo».